# ペスケンニウス・ニゲル

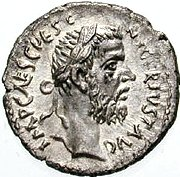
ペスケンニウス・ニゲルの胸像

ガイウス・ペスケンニウス・ニゲル（ラテン語: Gaius Pescennius Niger, 135年から140年 - 194年）は、ローマ帝国の軍人・政治家で、五皇帝の年における三番目の帝位請求者。「ニゲル」(niger)という名はラテン語で「黒」を意味し、敵対者だったクロディウス・アルビヌスの「白」（アルビヌス）に対して名付けられた。

## 生涯
カッシウス・ディオによれば、ペスケンニウス・ニゲルはイタリアのエクィテス（騎士階級）の出自であったという。もともとはシリア属州総督であったが、皇帝ペルティナクスが殺害された後、ディディウス・ユリアヌスが帝位を公売で買った際に、シリアの軍団より皇帝として支持を受けた。彼はすぐにアエギュプトゥスも支配下に置き、さらにアシア在住の軍団の支持も受けた。アシアは当時のローマの中でも最も肥沃な地域であったが、セプティミウス・セウェルスが先にローマ入りを果たすと、セウェルスと対峙。193年にキジクス、ニカイア（現在のイズニク）で敗北。そして194年にイッソスの戦いで敗れると、アンティオキアへ退却。そしてパルティアへ亡命しようとした途中で殺害され、一族もセウェルスによって皆殺しにされた。